# Акате
Ака̀те (на италиански: Acate, на сицилиански Vìschiri, Вискири) е град и община в южна Италия, провинция Рагуза, в автономен регион и остров Сицилия. Разположен е на 199 надморска височина. Населението на града е 9934 души (към 30 март 2011 г.).
До 1938 г. италианското име на града е Biscari, Бискари.